# Supercoppa Primavera 2 2023
La Supercoppa Primavera 2 2023 è stata la 5ª edizione del trofeo, che ha visto sfidarsi in finale a gara unica il Genoa e la Lazio, squadre rispettivamente vincitrici dei gironi A e B del Campionato Primavera 2 2022-2023. La Lazio ha conquistato il trofeo per la prima volta nella sua storia, venendo proclamata squadra vincitrice del Campionato Primavera 2 2022-2023.

## Tabellino
| Arbitro: | De Angeli (Milano) |

|  |           |                                                           |
|  | Marcatori | 9’ D. González 40’, 86’ S. Fernandes 90’ (aut.) Gagliardi |

| Genoa | Lazio |